# Окатон (Јужна Дакота)
Окатон (енгл. Okaton) насељено је место без административног статуса у америчкој савезној држави Јужна Дакота.

## Демографија
По попису из 2010. године број становника је 36, што је 7 (24,1%) становника више него 2000. године.
| Група             | 2000.      | 2010.       |
| Белци             | 22 (75,9%) | 36 (100,0%) |
| Афроамериканци    | 0 (0,0%)   | 0 (0,0%)    |
| Азијати           | 0 (0,0%)   | 0 (0,0%)    |
| Хиспаноамериканци | 0 (0,0%)   | 0 (0,0%)    |
| Укупно            | 29         | 36          |